# Eugenia Almeida
Pour les articles homonymes, voir Almeida (homonymie).
Eugenia Almeida, née le 5 juin 1972 à Córdoba (Argentine), est une romancière argentine, auteure de romans policiers.

## Biographie
Eugenia Almeida enseigne la littérature en Argentine.
En 2009, El colectivo, son premier roman, a reçu le prix Dos Orillas de Gijón. L'Échange (La tensión del umbral), son deuxième roman, a reçu en 2016 le prix Transfuge du meilleur roman hispanique 2016.
Avec son quatrième roman, La Casse (Desarmadero), elle est lauréate du Grand prix de littérature policière 2024.

## Œuvre

### Romans
- El colectivo (2007) traduit en français sous le titre L'Autobus, Métailié, 2007  (ISBN 978-2-86424-612-1), réédition Métailié, coll. « suite hispano-américaine », 2010  (ISBN 978-2-86424-887-3)
- La pieza del fondo (2010) traduit en français sous le titre La Pièce du fond, Métailié, 2010  (ISBN 978-2-86424-707-4)
- La tensión del umbral (2015) traduit en français sous le titre L'Échange , Métailié, coll. « suite hispano-américaine », 2016  (ISBN 979-10-226-0141-2)
- Desarmadero (2022) traduit en français sous le titre La Casse, Métailié, coll. « suite hispano-américaine », 2024  (ISBN 979-10-226-1353-8)

### Poésie
- La boca de la tormenta (2020)

### Essai
- Inundación. el lenguaje secreto del que estamos hechos (2019)

## Prix et distinctions

### Prix
- Prix Dos Orillas de Gijón 2009 pour El colectivo[1]
- Prix Transfuge du meilleur roman hispanique 2016 pour L'Échange[2]
- Grand prix de littérature policière 2024 pour La Casse[3]

### Nominations
- Prix Violeta Negra 2025 pour La Casse[4]